# Aéroport international Manuel Carlos Piar
L'aéroport international Manuel Carlos Piar (code IATA : PZO • code OACI : SVPR) est un aéroport qui dessert les villes de Ciudad Guayana et Puerto Ordaz dans l'État de Bolívar au Venezuela.

## Situation
| Barcelona Barquisimeto Caracas Ciudad · Bolívar Ciudad Guayana Mérida Coro Cumaná El Vigía Maracaibo Porlamar Puerto · Ayacucho Punto Fijo San Fernando de Apure San Tomé Valencia Los Roques La Fría Maturín Canaima |

## Compagnies et destinations
| Compagnies         | Destinations                                                                                                |
| ------------------ | --- |
| Aerolineas Estelar | Caracas-Maiquetía                                                                                           |
| Avior Airlines     | Caracas-Maiquetía                                                                                           |
| Conviasa           | Caracas-Maiquetía, Manaus, Maracaibo-La Chinita, Porlamar-Del Caribe Santiago Mariño, Valencia A. Michelena |
| LASER Airlines     | Caracas-Maiquetía                                                                                           |
| Turpial Airlines   | Valencia A. Michelena                                                                                       |

Édité le 20/10/2017  Actualisé le 6/12/2023